# Kwon Hyuk
Pour les articles homonymes, voir Kwon (homonymie).
Dans ce nom coréen, le nom de famille, Kwon, précède le nom personnel.
Kwon Hyuk (né le 6 novembre 1983, Daegu) est un joueur coréen de baseball qui joue avec les Hanwha Eagles du Daejeon dans la ligue sud-coréenne de baseball.
Il a obtenu la médaille d'or de baseball lors des Jeux olympiques 2008 à Pékin.